# Grand Prix automobile d'Australie 2015
GP précédent GP suivant
Le Grand Prix automobile d'Australie 2015 (2015 Formula 1 Rolex Australia Grand Prix), disputé le 15 mars 2015 sur le circuit de l'Albert Park, est la 917e épreuve du championnat du monde de Formule 1 courue depuis 1950. Il s'agit de la trente-et-unième édition du Grand Prix d'Australie comptant pour le championnat du monde de Formule 1 et de la première manche du championnat 2015.
Victime d'une violente sortie de piste au volant de sa McLaren MP4-30 Honda lors des tests hivernaux à Barcelone le 22 février, Fernando Alonso, qui a souffert d'une commotion cérébrale, déclare forfait pour cette première course de la saison ; il est remplacé par Kevin Magnussen.
Les Mercedes démarrent la nouvelle saison comme elles ont terminé la précédente, en dominant les essais libres puis les qualifications. Lewis Hamilton se montre supérieur à son coéquipier Nico Rosberg en prenant les devants dans chacune des trois phases, s'améliorant constamment pour finalement devancer l'autre Flèche d'Argent de presque six dixièmes de seconde et réaliser la trente-neuvième pole position de sa carrière. Le meilleur du reste du plateau est Felipe Massa ; grâce à une dernière tentative réussie, il place sa Williams FW37 au troisième rang, sur la deuxième ligne, aux côtés de Sebastian Vettel qui dispute sa première course pour la Scuderia Ferrari. La troisième ligne est occupée par leurs coéquipiers, Kimi Räikkönen et Valtteri Bottas. Max Verstappen, douzième, devient, à dix-sept ans et 166 jours, le plus jeune pilote de Formule 1 de l'histoire. Les McLaren-Honda commencent la saison dans la difficulté, Jenson Button et Kevin Magnussen occupant les deux dernières places de la grille.
Lewis Hamilton, en ne lui laissant le commandement que pendant deux tours lors de son propre arrêt au stand au vingt-cinquième tour, contrôle son coéquipier Nico Rosberg tout au long du Grand Prix, maintenant constamment un écart supérieur à une seconde lui interdisant toute tentative de dépassement. Hamilton réalise le sixième hat-trick de sa carrière en bouclant le meilleur tour à son cinquantième passage, et gagne sa trente-quatrième course depuis ses débuts en 2007. Mercedes obtient son dix-septième doublé et son vingtième podium consécutif. À trente-quatre secondes des Flèches d'Argent, Sebastian Vettel monte sur son premier podium avec la Scuderia Ferrari après avoir dépassé Felipe Massa à l'occasion des arrêts aux stands. Felipe Nasr (cinquième devant Daniel Ricciardo et Nico Hülkenberg) et Carlos Sainz Jr. (neuvième devant Sergio Pérez) marquent leurs premiers points dès leurs débuts dans la discipline tandis que Marcus Ericsson, en se classant huitième, inscrit lui aussi ses premiers points.
Valtteri Bottas étant contraint de déclarer forfait en raison de son dos blessé, Daniil Kvyat et Kevin Magnussen étant victimes de problèmes mécaniques avant le départ, et les Manor Marussia n'étant pas qualifiées, seules quinze monoplaces sont présentes sur la grille de départ. Pastor Maldonado est accidenté dans le premier tour où Romain Grosjean casse son moteur, de même que Max Verstappen à la mi-course ; Kimi Räikkönen abandonne à cause d'un écrou de roue arrière mal serré alors qu'il est cinquième, si bien que seulement onze voitures voient l'arrivée de la course, Jenson Button fermant la marche. 
Mercedes prend la tête du championnat avec les 43 points du doublé devant Ferrari (15 points) et Sauber (14 points) qui marque pour la première fois depuis 2013 ; suivent Williams (12 points), Red Bull Racing (8 points), Force India (7 points) et Toro Rosso (2 points). McLaren, Lotus F1 Team et Manor Marussia (qui bien que présente n'a participé ni aux essais ni à la course) n'ont pas inscrit de point.

## Contexte avant le Grand Prix

### Forfait de Fernando Alonso
Au cours des essais hivernaux sur le circuit de Catalunya, le 22 février 2015, victime d'une commotion après être sorti de la piste entre les virages no 3 et no 4 au volant de sa McLaren MP4-30 Honda, Fernando Alonso est évacué par hélicoptère à l'Hospital General de Catalunya dans la banlieue de Barcelone où il passe trois nuits,. Suivant les conseils du corps médical, il déclare forfait pour le Grand Prix d'Australie 2015 afin de ne pas risquer un deuxième choc si proche du précédent ; Kevin Magnussen assure son intérim,.

### Affaire Van der Garde

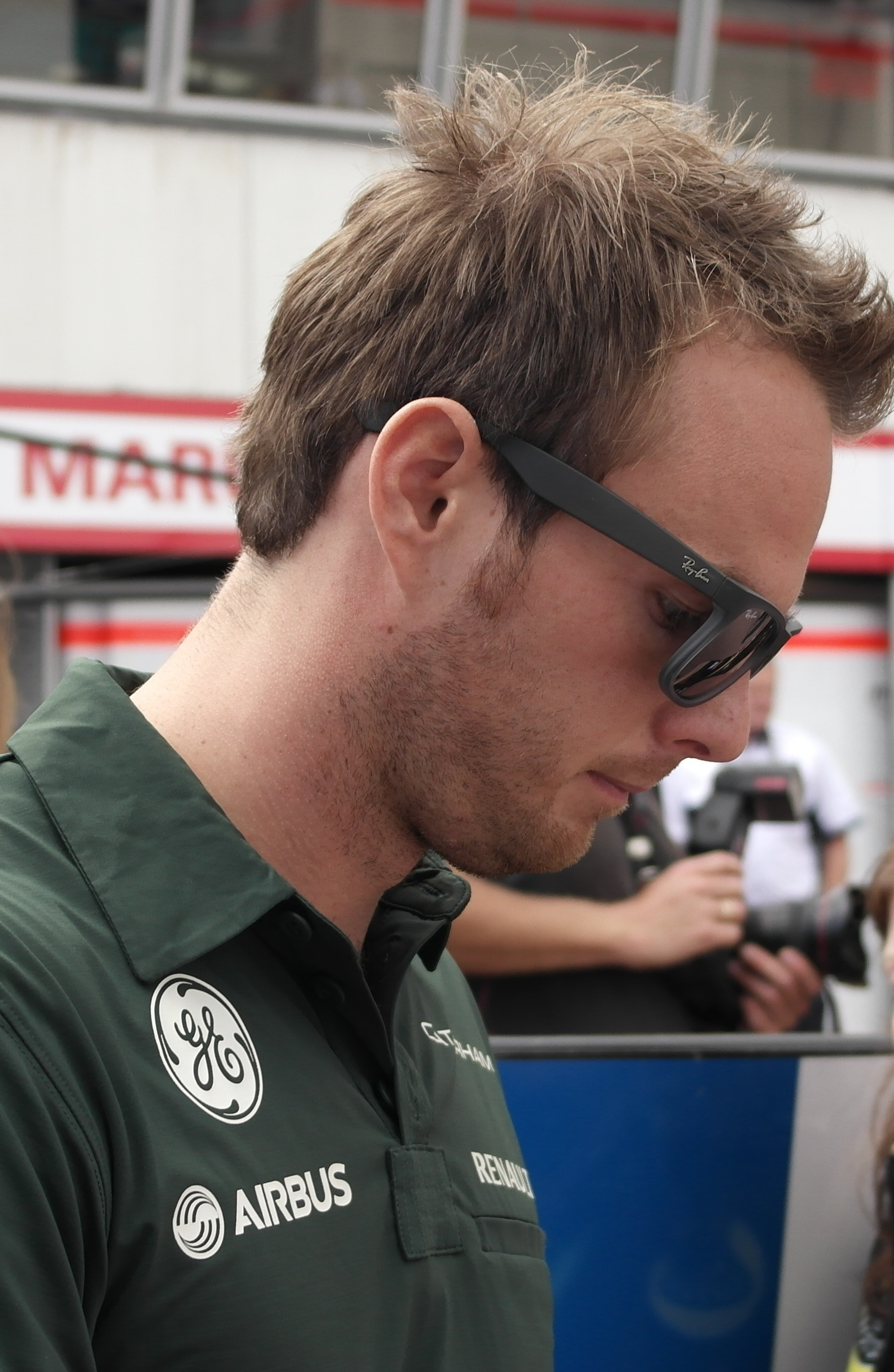
Giedo Van der Garde en 2013.

Giedo Van der Garde, pilote-essayeur chez Sauber en 2014 qui devait être titularisé en 2015, est limogé à l'intersaison, son budget personnel étant inférieur à ceux apportés par les nouveaux pilotes titularisés, Felipe Nasr et Marcus Ericsson. Le Batave porte l'affaire en justice devant les tribunaux australiens et obtient, le 11 mars, à deux jours du début de saison, le droit de participer au Grand Prix inaugural en tant que titulaire. L'écurie fait immédiatement appel auprès de la cour suprême de l'état de Victoria. Les juges Beach, Whelan et Ferguson, qui se questionnent sur l'absence de représentants de la FIA devant la cour alors que la fédération assure la gouvernance sportive de la discipline, demandent un jour de délai pour étudier le dossier,,,,.
En appel, le jeudi 12 mars, veille des premiers essais libres, les juges déboutent Sauber et confirment la validité du contrat du pilote hollandais ; ainsi, Sauber se doit de faire courir Van der Garde. Une dernière condition se pose néanmoins puisque Van der Garde n'a pas de superlicence active auprès de la FIA, sésame indispensable pour courir en Formule 1. L'affaire risque de se prolonger puisque la Cour Suprême de l'État de Victoria rappelle que sa décision est valable pour l'intégralité des Grands Prix de la saison 2015. Une seconde action en justice est alors lancée par le pilote qui souhaite qu'une procédure de saisie des équipements de Sauber présents à Melbourne soit faite si l'équipe ne le fait pas rouler,,,,,.
Bien que la justice australienne lui ait donné raison, et alors que ses avocats demandent la mise sous les verrous de Monisha Kaltenborn, Van Der Garde, non-titulaire de la superlicence, n'est pas autorisé par le pouvoir sportif à participer aux deux premières séances d'essais libres,. 
Van der Garde renonce finalement à poursuivre ses démarches pour participer au Grand Prix d'Australie et choisit de négocier avec Sauber pour trouver une solution à l'amiable acceptable pour régler cette situation. Le pilote pourrait accepter une compensation financière de Sauber pour la rupture abusive de son contrat ou négocier une place de titulaire plus tard dans la saison ou en 2016,,.

## Essais libres

### Première séance, le vendredi de 12 h 30 à 14 h
| Pos. | Pilote           | Voiture            | Chrono         | Écart     |
| ---- | ---------------- | ------------------ | -------------- | --------- |
| 1    | Nico Rosberg     | Mercedes           | 1 min 29 s 557 |           |
| 2    | Lewis Hamilton   | Mercedes           | 1 min 29 s 586 | + 0 s 029 |
| 3    | Valtteri Bottas  | Williams-Mercedes  | 1 min 30 s 748 | + 1 s 191 |
| 4    | Carlos Sainz Jr. | Toro Rosso-Renault | 1 min 31 s 014 | + 1 s 462 |
| 5    | Sebastian Vettel | Ferrari            | 1 min 31 s 029 | + 1 s 472 |
| 6    | Max Verstappen   | Toro Rosso-Renault | 1 min 31 s 067 | + 1 s 510 |

Il fait beau et chaud sur le circuit de L'Albert Park de Melbourne au départ de la première séance d'essais libres du Grand Prix d'Australie. Après le tour de formation, Nico Rosberg réalise le premier temps de référence, dès son premier tour lancé, en 1 min 29 s 557 sur une piste très glissante ; il devance son coéquipier Lewis Hamilton (1 min 29 s 586) et le novice Carlos Sainz Jr. (1 min 31 s 014),,.
Après une demi-heure, Sauber, en plein imbroglio juridico-financier avec Giedo Van der Garde, n'a toujours pas fait tourner ses monoplaces tandis que Manor Marussia, en proie à des problèmes informatiques annonce être dans l'incapacité de prendre la piste. Romain Grosjean n'a bouclé qu'un seul tour, au ralenti, avant de rejoindre son stand. les McLaren Racing mettent fin à leur séance à vingt minutes du terme. La Scuderia Ferrari roule également très peu, et se positionne en milieu de peloton pendant l'essentiel de la séance,,. 
Aucune équipe ne chausse les pneus les plus tendres tendres durant cette première séance. Daniel Ricciardo fait un léger tête-à-queue en testant les limites d'adhérence de ses pneumatiques tandis que Lotus F1 Team, Force India et Williams F1 Team (Valtteri Bottas réalisant le troisième temps de la session) confirment la rapidité du moteur Mercedes en réalisant les plus grandes vitesses maximales,,.

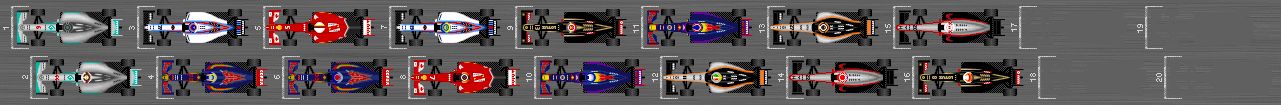
Schéma des résultats de la première séance d'essais libres du Grand Prix d'Australie 2015.

### Deuxième séance, le vendredi de 16 h 30 à 18 h
| Pos. | Pilote           | Voiture           | Chrono         | Écart     |
| ---- | ---------------- | ----------------- | -------------- | --------- |
| 1    | Nico Rosberg     | Mercedes          | 1 min 27 s 697 |           |
| 2    | Lewis Hamilton   | Mercedes          | 1 min 27 s 797 | + 0 s 100 |
| 3    | Sebastian Vettel | Ferrari           | 1 min 28 s 412 | + 0 s 715 |
| 4    | Kimi Räikkönen   | Ferrari           | 1 min 28 s 842 | + 1 s 145 |
| 5    | Valtteri Bottas  | Williams-Mercedes | 1 min 29 s 265 | + 1 s 568 |
| 6    | Daniil Kvyat     | Red Bull-Renault  | 1 min 30 s 016 | + 2 s 319 |

Il fait toujours aussi beau et chaud sur Melbourne au départ de la deuxième séance d'essais libres. Daniel Ricciardo ne participe pas à cette session à cause d'un problème sur son moteur Renault V6 turbo hybride qui nécessite son remplacement. Il « consomme » donc déjà un moteur sur les quatre alloués dans la saison. Après les premiers tours de formation, Sebastian Vettel fixe le temps de référence en 1 min 30 s 451 et améliore sur sa lancée, en 1 min 29 s 801,,,. 
Alors que les monoplaces Sauber pilotées par Felipe Nasr et Marcus Ericsson (onzième et quinzième temps de la session) prennent la piste pour la première fois, les discussions se poursuivent au tribunal entre l'écurie et Giedo Van der Garde. Quelques instants plus tard, Kevin Magnussen tape le mur dans le virage no 6 avec sa McLaren (train avant plié et aileron avant arraché) ; la séance, interrompue par un drapeau rouge, est relancée quelques minutes plus tard,,. 
Kimi Räikkönen, le premier à chausser les gommes tendres, prend la tête du classement en 1 min 28 s 842 mais son temps est amélioré par Vettel (1 min 28 s 412) et par Nico Rosberg qui, en 1 min 27 s 697, réalise le meilleur temps de la session. Il devance son coéquipier Lewis Hamilton et Vettel, en troisième position à 7 dixièmes de seconde,,. 
Max Verstappen met fin à son programme à la mi-séance en raison d'un problème de batterie de SREC sur sa Toro Rosso STR10. Son coéquipier Carlos Sainz Jr. part en tête-à-queue, sans conséquences, dans la dernière portion du circuit. Marcus Ericsson casse une suspension arrière après seize tours et Felipe Massa n'a pas pris la piste en raison d'une fuite d'eau sur le groupe propulseur Mercedes de sa Williams FW37,,.

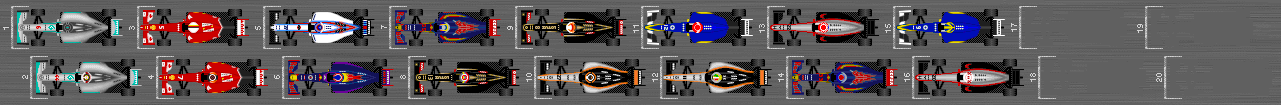
Schéma des résultats de la seconde séance d'essais libres du Grand Prix d'Australie 2015.

### Troisième séance, le samedi de 14 h à 15 h
| Pos. | Pilote           | Voiture           | Chrono         | Écart     |
| ---- | ---------------- | ----------------- | -------------- | --------- |
| 1    | Lewis Hamilton   | Mercedes          | 1 min 27 s 867 |           |
| 2    | Sebastian Vettel | Ferrari           | 1 min 28 s 563 | + 0 s 696 |
| 3    | Nico Rosberg     | Mercedes          | 1 min 28 s 821 | + 0 s 954 |
| 4    | Valtteri Bottas  | Williams-Mercedes | 1 min 28 s 912 | + 1 s 045 |
| 5    | Felipe Massa     | Williams-Mercedes | 1 min 28 s 988 | + 1 s 121 |
| 6    | Kimi Räikkönen   | Ferrari           | 1 min 29 s 017 | + 1 s 151 |

Le temps est toujours au beau fixe au départ de la dernière séance d'essais libres. Les pilotes s'élancent immédiatement en piste et Felipe Nasr fixe le premier temps de référence en 1 min 33 s 305 ; il améliore d'une demi-seconde sur sa lancée,,. 
Carlos Sainz Jr. passe en tête en 1 min 31 s 755. Après un quart d'heure, les deux Lotus F1 Team prennent le commandement, Romain Grosjean, en 1 min 31 s 560, devant Pastor Maldonado. Kimi Räikkönen, dès ses premiers tours de roues, s'empare du meilleur temps en 1 min 30 s 183 mais s'incline derrière Nico Rosberg qui tourne en 1 min 29 s 264.
Alors que Daniel Ricciardo immobilise sa Red Bull RB11 en piste, Lewis Hamilton, malgré une légère erreur, prend l'avantage sur ses rivaux, en 1 min 29 s 128, dès son premier tour chronométré. Ricciardo reprend la piste au moment où Marcus Ericsson effectue un spectaculaire tête-à-queue à haute vitesse, sans conséquence,,. 
Chaussé désormais des pneus les plus tendres proposés par Pirelli, Rosberg reprend l'avantage en 1 min 28 s 939 mais sa performance ne résiste pas longtemps à Hamilton qui, également chaussé, améliore de presque une seconde (1 min 27 s 867) ; Sebastian Vettel prend finalement la deuxième place, en 1 min 28 s 563, quand Sainz sort de la piste sans gravité,,.

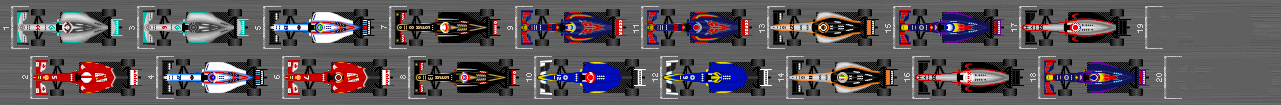
Schéma des résultats de la troisième séance d'essais libres du Grand Prix d'Australie 2015.

## Séance de qualification, le samedi de 17 h à 18 h

### Résultats des qualifications

#### Session Q1
Comme depuis le début du week-end de course, le temps est au beau fixe au départ de la séance qualificative de la première manche du championnat ; la température a toutefois chuté de 9 °C depuis la fin des derniers essais libres. L'écurie Manor Marussia F1 Team, qui n'a pas pris la piste en essais libres, faute d'avoir pu démarrer ses monoplaces à cause de problèmes informatiques, déclare forfait pour la course. Trois pilotes seront donc éliminés sur la piste à l'issue de la phase Q1,,.
Les pilotes s'élancent en piste dès son ouverture et Felipe Nasr fixe le temps de référence en 1 min 32 s 540. Kimi Räikkönen, le seul en piste chaussé directement des pneus tendres, améliore en 1 min 30 s 188. Son coéquipier Sebastian Vettel imite alors son choix de pneus (de même que les deux pilotes Force India) et passe en tête en 1 min 29 s 307,,.
Alors que Carlos Sainz Jr. part en tête-à-queue, sans gravité, Nico Rosberg, en pneus durs, prend la tête en 1 min 28 s 906 ; il s'incline finalement derrière son coéquipier Lewis Hamilton, lui aussi chaussé des pneus les moins performants, qui boucle son tour en 1 min 28 s 586. Seul Valtteri Bottas est capable de suivre le rythme des Mercedes avec les pneus durs mais il est peu à peu devancé par ses rivaux qui privilégient les gommes tendres pour augmenter leurs chances de qualification,,.
Les cinq pilotes éliminés sont Roberto Merhi et son coéquipier Will Stevens à la suite du forfait de leur écurie, Marcus Ericsson, Kevin Magnussen et son coéquipier Jenson Button. Le Britannique, pilote le plus capé du plateau, n'avait plus été éliminé en session Q1 depuis le Grand Prix automobile de Grande-Bretagne 2012 (soit 49 courses),,.

#### Session Q2
Les pilotes se relancent en piste dès son ouverture et, à nouveau, Felipe Nasr établit le temps de référence en 1 min 29 s 614. Tous sont désormais chaussés en pneus tendres,,. 
Valtteri Bottas occupe, un temps, la position de tête en 1 min 28 s 012 mais il ne peut résister à Lewis Hamilton qui réalise la meilleure performance de la session, en 1 min 26 s 894. Il devance son coéquipier Nico Rosberg qui a commis une petite erreur dans le virage no 15,,. 
Malgré une mauvaise position dans son cockpit, le novice Max Verstappen pointe dans les dix premiers après son premier tour lancé, intercalé entre les Red Bull de Daniel Ricciardo et de Daniil Kvyat. Nico Hülkenberg, au volant de la Force India VJM08, a du mal à accrocher les dix premières places à cause de problème de motricité en sortie de virage. Pastor Maldonado, quinzième et en passe d'être éliminé, réalise un dernier tour lui permettant de pointer à la septième place. Les cinq éliminés sont Sergio Pérez et son coéquipier Hülkenberg, Kvyat, Verstappen et Nasr,,.

#### Session Q3
Dès le départ de la dernière session de qualification, Lewis Hamilton frappe un grand coup en bouclant son premier tour lancé en 1 min 26 s 419. Sebastian Vettel tourne une seconde plus lentement tandis que Nico Rosberg part à la faute et rentre au stand ; Valtteri Bottas est également en difficulté avec ses freins dans le virage no 6 ; les deux sont ainsi devancés par Felipe Massa, Kimi Räikkönen, Pastor Maldonado, Daniel Ricciardo, Romain Grosjean et Carlos Sainz Jr. au terme de leur première tentative,,.
Les dix pilotes se relancent en piste pour un deuxième essai avant le drapeau à damier mais Lewis Hamilton conserve sa place et réalise la trente-neuvième pole position de sa carrière. Nico Rosberg l'accompagne en première ligne tandis que Massa et Vettel occupent la seconde, devant Räikkönen et Bottas. le Finlandais est toutefois évacué du circuit à la suite de douleurs au dos après un passage violent sur un vibreur ; il doit passer la nuit à l'hôpital et pourrait déclarer forfait pour la course,,,,.

### Grille de départ
| Pos.                                                                                      | Pilote           | Écurie                 | Qualifications 1 | Qualifications 2 | Qualifications 3 |
| ----------------------------------------------------------------------------------------- | ---------------- | ---------------------- | ---------------- | ---------------- | ---------------- |
| 1                                                                                         | Lewis Hamilton   | Mercedes               | 1 min 28 s 586   | 1 min 26 s 894   | 1 min 26 s 327   |
| 2                                                                                         | Nico Rosberg     | Mercedes               | 1 min 28 s 906   | 1 min 27 s 097   | 1 min 26 s 921   |
| 3                                                                                         | Felipe Massa     | Williams-Mercedes      | 1 min 29 s 246   | 1 min 27 s 895   | 1 min 27 s 718   |
| 4                                                                                         | Sebastian Vettel | Ferrari                | 1 min 29 s 307   | 1 min 27 s 742   | 1 min 27 s 757   |
| 5                                                                                         | Kimi Räikkönen   | Ferrari                | 1 min 29 s 754   | 1 min 27 s 807   | 1 min 27 s 790   |
| 6                                                                                         | Valtteri Bottas  | Williams-Mercedes      | 1 min 29 s 641   | 1 min 27 s 796   | 1 min 28 s 087   |
| 7                                                                                         | Daniel Ricciardo | Red Bull-Renault       | 1 min 29 s 788   | 1 min 28 s 679   | 1 min 28 s 329   |
| 8                                                                                         | Carlos Sainz Jr. | Toro Rosso-Renault     | 1 min 29 s 597   | 1 min 28 s 601   | 1 min 28 s 510   |
| 9                                                                                         | Romain Grosjean  | Lotus-Mercedes         | 1 min 29 s 537   | 1 min 28 s 589   | 1 min 28 s 560   |
| 10                                                                                        | Pastor Maldonado | Lotus-Mercedes         | 1 min 29 s 847   | 1 min 28 s 726   | 1 min 29 s 480   |
| 11                                                                                        | Felipe Nasr      | Sauber-Ferrari         | 1 min 30 s 430   | 1 min 28 s 800   |                  |
| 12                                                                                        | Max Verstappen   | Toro Rosso-Renault     | 1 min 29 s 248   | 1 min 28 s 868   |                  |
| 13                                                                                        | Daniil Kvyat     | Red Bull-Renault       | 1 min 30 s 402   | 1 min 29 s 070   |                  |
| 14                                                                                        | Nico Hülkenberg  | Force India-Mercedes   | 1 min 29 s 651   | 1 min 29 s 208   |                  |
| 15                                                                                        | Sergio Pérez     | Force India-Mercedes   | 1 min 29 s 990   | 1 min 29 s 209   |                  |
| 16                                                                                        | Marcus Ericsson  | Sauber-Ferrari         | 1 min 31 s 376   |                  |                  |
| 17                                                                                        | Jenson Button    | McLaren-Honda          | 1 min 31 s 422   |                  |                  |
| 18                                                                                        | Kevin Magnussen  | McLaren-Honda          | 1 min 32 s 037   |                  |                  |
| Temps minimal à réaliser pour la qualification : 1 min 34 s 787 (107 % de 1 min 28 s 586) |                  |                        |                  |                  |                  |
| Nq.                                                                                       | Will Stevens     | Manor Marussia-Ferrari | Pas de temps     |                  |                  |
| Nq.                                                                                       | Roberto Merhi    | Manor Marussia-Ferrari | Pas de temps     |                  |                  |

- Valtteri Bottas, sixième des qualifications, déclare forfait pour la course à la suite d'une blessure au dos durant les qualifications[44].
- Daniil Kvyat, treizième des qualifications, ne prend pas le départ à cause d'un problème de boîte de vitesses lors du tour de formation[44].
- Kevin Magnussen, dix-huitième des qualifications, ne prend pas le départ à cause d'un problème de moteur lors du tour de formation[44].

## Course

### Déroulement de l'épreuve
Sous un beau ciel bleu, seulement quinze pilotes s'alignent sur la grille de départ du Grand Prix d’Australie, derrière Lewis Hamilton et Nico Rosberg sur la première ligne ; en effet, les Manor Marussia ne sont pas qualifiées, Valtteri Bottas est forfait à cause d'une blessure au dos contractée la veille, Kevin Magnussen casse son moteur et Daniil Kvyat sa boîte de vitesses lors de leur tour de mise en grille. À l'extinction des feux, Hamilton prend un départ parfait devant Rosberg et vire en tête, avec une belle avance. Plus loin derrière, Carlos Sainz Jr. heurte légèrement Kimi Räikkönen qui est déporté sur Felipe Nasr ; le Brésilien touche à son tour Pastor Maldonado qui part en tête-à-queue et tape le mur. Alors que la voiture de sécurité prend la piste, le second pilote Lotus F1 Team, Romain Grosjean rentre au stand pour changer ses pneus, imité par Marcus Ericsson (désormais seuls Max Verstappen et Sergio Pérez tournent en pneus durs), puis abandonne sur casse moteur,,.
Derrière la voiture de sécurité, Hamilton devance Rosberg, Felipe Massa, Sebastian Vettel, Sainz, Nasr, Daniel Ricciardo, Räikkönen, Max Verstappen et Nico Hülkenberg. À la relance, après trois tours, Nasr double Sainz pour le gain de la cinquième place ; le novice espagnol est peu après dépassé par Ricciardo et Räikkönen. Au neuvième tour, Hamilton possède 2 secondes d'avance sur Rosberg et 7 s sur Massa ; suivent Vettel, Nasr, Ricciardo, Räikkönen, Sainz, Verstappen, Hülkenberg, Ericsson, Button et Pérez. Dans le quatorzième tour, Jenson Button et Sergio Pérez s'accrochent ; si le Mexicain part en tête-à-queue, les deux poursuivent néanmoins leur course,,.
Räikkönen, qui ne parvient pas à doubler Ricciardo, rentre changer ses pneus au dix-septième tour mais la manœuvre se passe mal à cause d'un souci de fixation de la roue arrière-gauche. Massa et Hülkenberg stoppent au vingt-deuxième tour, Ricciardo au vingt-quatrième, Vettel et Sainz au suivant. Là encore, l'arrêt se passe mal pour l'Espagnol qui perd plus de trente secondes tandis que Vettel ravit la troisième place à Massa, libéré derrière un pilote plus lent. Hamilton et Nasr s'arrêtent au vingt-sixième tour, Rosberg, Ericsson et Button dans les boucles suivantes. Ainsi, au trentième tour, Hamilton devance Rosberg de 3 secondes, Vettel de 14 s et Massa de 17 s ; suit Räikkönen qui, malgré sa déconvenue au stand, a réussi à prendre le dessus sur Verstappen, Nasr et Ricciardo, et enfin Hülkenberg, Ericsson, Pérez, Sainz et Button,,.
Verstappen change ses pneus le dernier, au trente-troisième tour et, contrairement à tous les autres concurrents, remonte en piste à nouveau en pneus tendres pour une stratégie décalée ; il n'a toutefois pas l'occasion de la mettre en œuvre, son moteur cassant quelques instants plus tard ; il ne reste que douze voiture en piste. En tête de la course,, Rosberg, plus à l'aise que son coéquipier avec les pneus durs, se rapproche peu à peu d'Hamilton qui réagit en réalisant le meilleur tour en course. Pérez change ses pneus au quarantième tour, imité par Räikkönen dans la boucle suivante. Une nouvelle fois, la fixation de la roue arrière-gauche pose problème aux mécaniciens et le Finlandais est libéré alors que sa roue n'est pas correctement attachée, ce qui provoque son abandon peu après sa sortie des stands alors qu'il était cinquième,,. 
Vettel, contraint de ralentir pour limiter sa consommation de carburant et voit Massa revenir rapidement sur lui alors qu'il ne reste plus que dix tours. Sainz, dont les pneus sont à l'agonie est dépassé par Ericsson alors que Hamilton remporte sa trente-quatrième victoire en réalisant son sixième hat-trick en Formule 1. La seconde place de Rosberg permet à Mercedes de réaliser un dix-septième doublé. Vettel, pour sa première course au sein de la Scuderia Ferrari, monte sur la troisième marche du podium ; suivent pour les points Massa, Nasr, Ricciardo, Hülkenberg, Ericsson, Sainz et Pérez ; Button , onzième, est le dernier à recevoir le drapeau à damier,,.

### Classement de la course
| Pos.  | no | Pilote           | Écurie               | Tours | Temps/Abandon                      | Grille | Points |
| ----- | -- | ---------------- | -------------------- | ----- | ---------------------------------- | ------ | ------ |
| 1     | 44 | Lewis Hamilton   | Mercedes             | 58    | 1 h 31 min 54 s 067 (200,808 km/h) | 1      | 25     |
| 2     | 6  | Nico Rosberg     | Mercedes             | 58    | + 1 s 360                          | 2      | 18     |
| 3     | 5  | Sebastian Vettel | Ferrari              | 58    | + 34 s 523                         | 4      | 15     |
| 4     | 19 | Felipe Massa     | Williams-Mercedes    | 58    | + 38 s 196                         | 3      | 12     |
| 5     | 12 | Felipe Nasr      | Sauber-Ferrari       | 58    | + 1 min 35 s 149                   | 11     | 10     |
| 6     | 3  | Daniel Ricciardo | Red Bull-Renault     | 57    | + 1 tour                           | 7      | 8      |
| 7     | 27 | Nico Hülkenberg  | Force India-Mercedes | 57    | + 1 tour                           | 14     | 6      |
| 8     | 9  | Marcus Ericsson  | Sauber-Ferrari       | 57    | + 1 tour                           | 16     | 4      |
| 9     | 55 | Carlos Sainz Jr. | Toro Rosso-Renault   | 57    | + 1 tour                           | 8      | 2      |
| 10    | 11 | Sergio Pérez     | Force India-Mercedes | 57    | + 1 tour                           | 15     | 1      |
| 11    | 22 | Jenson Button    | McLaren-Honda        | 56    | + 2 tours                          | 17     |        |
| Abd.  | 7  | Kimi Räikkönen   | Ferrari              | 40    | Roue arrière gauche mal fixée      | 5      |        |
| Abd.  | 33 | Max Verstappen   | Toro Rosso-Renault   | 32    | Moteur                             | 12     |        |
| Abd.  | 8  | Romain Grosjean  | Lotus-Mercedes       | 0     | Perte de puissance                 | 9      |        |
| Abd.  | 13 | Pastor Maldonado | Lotus-Mercedes       | 0     | Accident                           | 10     |        |
| Np.   | 26 | Daniil Kvyat     | Red Bull-Renault     | 0     | Boîte de vitesses                  | 13     |        |
| Np.   | 20 | Kevin Magnussen  | McLaren-Honda        | 0     | Moteur                             | 18     |        |
| Forf. | 77 | Valtteri Bottas  | Williams-Mercedes    | 0     | Douleurs au dos                    | 6      |        |

### Pole position et record du tour
- Pole position :  Lewis Hamilton (Mercedes Grand Prix) en 1 min 26 s 327 (221,145 km/h)[49].
- Meilleur tour en course :  Lewis Hamilton (Mercedes Grand Prix) en 1 min 30 s 945 (209,916 km/h) au cinquantième tour[50].

### Tours en tête
- Lewis Hamilton : 56 tours (1-24 / 27-58)[51].
- Nico Rosberg : 2 tours (25-26)

## Classements généraux à l'issue de la course
| Pos. | Pilote           | Écurie               | Points |
| ---- | ---------------- | -------------------- | ------ |
| 1    | Lewis Hamilton   | Mercedes             | 25     |
| 2    | Nico Rosberg     | Mercedes             | 18     |
| 3    | Sebastian Vettel | Ferrari              | 15     |
| 4    | Felipe Massa     | Williams-Mercedes    | 12     |
| 5    | Felipe Nasr      | Sauber-Ferrari       | 10     |
| 6    | Daniel Ricciardo | Red Bull-Renault     | 8      |
| 7    | Nico Hülkenberg  | Force India-Mercedes | 6      |
| 8    | Marcus Ericsson  | Sauber-Ferrari       | 4      |
| 9    | Carlos Sainz Jr. | Toro Rosso-Renault   | 2      |
| 10   | Sergio Pérez     | Force India-Mercedes | 1      |

| Pos. | Écurie               | Points |
| ---- | -------------------- | ------ |
| 1    | Mercedes             | 43     |
| 2    | Ferrari              | 15     |
| 3    | Sauber-Ferrari       | 14     |
| 4    | Williams-Mercedes    | 12     |
| 5    | Red Bull-Renault     | 8      |
| 6    | Force India-Mercedes | 7      |
| 7    | Toro Rosso-Renault   | 2      |

## Statistiques
Le Grand Prix d'Australie 2015 représente :
- la 39e pole position de sa carrière pour Lewis Hamilton[54] ;
- la 34e victoire de sa carrière pour Lewis Hamilton[55] ;
- le 6e hat-trick de sa carrière pour Lewis Hamilton[56] ;
- la 30e victoire pour Mercedes en tant que constructeur[57] ;
- le 17e doublé pour Mercedes en tant que constructeur[58] ;
- le 20e podium consécutif pour Mercedes[59] ;
- la 116e victoire pour Mercedes en tant que motoriste[60] ;
- le 1er départ en Grand Prix de Carlos Sainz Jr., Felipe Nasr et Max Verstappen.

Au cours de ce Grand Prix :
- Sebastian Vettel monte sur le podium (troisième de la course) pour son premier départ en Grand Prix pour la Scuderia Ferrari[61] ;
- Felipe Nasr marque ses premiers points pour son 1er départ en Grand Prix. En terminant cinquième de la course, il obtient le meilleur résultat d'un pilote brésilien pour ses débuts en Formule 1[62],[63] ;
- Carlos Sainz Jr. marque ses premiers points (neuvième de la course) pour son 1er départ en Grand Prix[64] ;
- Marcus Ericsson marque ses premiers points (huitième de la course) en Grand Prix[65] ;
- Max Verstappen, devient à 17 ans, 5 mois et 15 jours le plus jeune pilote de l'histoire de la Formule 1. Il efface le précédent record de Jaime Alguersuari réalisé à 19 ans, 4 mois et 3 jours en 2009[66] ;
- Tom Kristensen (nonuple vainqueur des 24 Heures du Mans et sextuple vainqueur des 12 Heures de Sebring) est nommé assistant des commissaires de course[67].